# Emílio Santiago
Emílio Vitalino Santiago (Rio de Janeiro, 6 de dezembro de 1946 — Rio de Janeiro, 20 de março de 2013) foi um cantor de MPB brasileiro.

## Biografia
Cursou a Faculdade Nacional de Direito, na década de 1960, inicialmente para se tornar um advogado. Ao decorrer do curso, Emílio desejou ser diplomata, pois o incomodava o fato de não existirem negros nos quadros do Itamaraty. Emílio já cantava nos bares da faculdade, em roda de amigos, apenas por diversão. No início, não queria se tornar um cantor profissional e tampouco pensava nisso. Quando as inscrições do festival de música da Faculdade foram abertas, os amigos de Emílio o inscreveram sem que ele soubesse. Emílio participou e venceu o concurso, chamando a atenção dos jurados, entre eles, Beth Carvalho. A partir daí, sua presença em festivais estudantis era frequente, ganhando todos os concursos dos quais participava. 
A música já falava mais alto na vida de Emílio, porém, concluiu o curso de Direito por insistência de seus pais. Nesta mesma década, participou de um conceituado programa de auditório, chegando as finais no programa de Flávio Cavalcanti, na extinta TV Tupi.  Trabalhou como crooner da orquestra de Ed Lincoln, além de muitas apresentações em boates e casas noturnas; o cantor Emílio Santiago substituiu Tony Tornado no conjunto musical, quando este saiu para disputar o V Festival Internacional da Canção, no Rio de Janeiro. Em 1973, lançou o primeiro compacto pela Polydor com as canções Transa de amor e Saravá Nega, que o levou a uma maior participação em rádios e programas de televisão.
| “ | Queria ser diplomata quando soube que o Brasil não tinha um diplomata negro. | ” |

Seu primeiro LP foi lançado pela CID em 1975, com canções esquecidas de compositores consagrados como Ivan Lins, Gilberto Gil, João Donato, Jorge Ben, Nelson Cavaquinho, Guilherme de Brito, Durval Ferreira, João Nogueira, Paulo César Pinheiro,Marcos Valle, Paulo Sérgio Valle, dentre outros. Transferiu-se no ano seguinte para a Philips–Polygram, permanecendo neste selo até 1984, pelo qual lançou dez álbuns, todos com pouca repercussão. Além de ganhar o concurso Rede Globo MPB Shell em 1982, com a canção Pelo Amor de Deus, foi escolhido três anos depois como melhor intérprete no Festival dos Festivais, também da Rede Globo, com a canção Elis Elis.
Uma grande fase de sucesso do cantor iniciou-se em 1988, com o lançamento do LP Aquarela Brasileira, pela Som Livre, um projeto especial dedicado exclusivamente ao repertório de música brasileira. Inicialmente, planejava-se lançar apenas um LP, mas devido à grande repercussão e ao sucesso, foram lançados sete trabalhos da série Aquarela Brasileira. O projeto ultrapassou a marca de quatro milhões de cópias vendidas. Nesta época, gravou músicas que se tornaram sucessos como Saigon, em Aquarela Brasileira 2 (1989), e Verdade Chinesa, em Aquarela Brasileira 3 (1990). Lançou também outros projetos como um tributo ao cantor Dick Farney (Perdido de amor, de 1995) e regravando clássicos do bolero hispânico (Dias de luna, de 1996).
Assinou com a Sony Music em 2000. O disco que marca a estreia na nova gravadora é Bossa Nova, que trouxe muitos clássicos do gênero e também rendeu um DVD. Prosseguiu com Um sorriso nos lábios (2001), um tributo a Gonzaguinha, e outro ao compositor acriano João Donato em 2003.
No álbum O Melhor das Aquarelas Ao Vivo, Emílio reviu o repertório de música brasileira que gravou nas sete edições da série Aquarela Brasileira. Trata-se do primeiro disco ao vivo do cantor e o segundo DVD de sua carreira, gravado ao vivo no Canecão, tradicional casa de shows do Rio de Janeiro, após Bossa Nova.
Em 2009, lançou o CD Só Danço Samba, o primeiro produzido de maneira independente, pelo seu selo Santiago Music. Em 31 de março de 2011, gravou o CD/DVD Só Danço Samba Ao Vivo, em São Paulo, que ganhou um Grammy Latino como melhor álbum de Samba–Pagode.

### Morte
No dia 7 de março de 2013, Emílio deu entrada no Hospital Samaritano, em Botafogo, onde ficou internado na UTI (Unidade de Terapia Intensiva) após sofrer um acidente vascular cerebral. De acordo com a direção do hospital, o cantor morreu às 6h30 da manhã do dia 20 de março de 2013, aos 66 anos. Ele teve complicações no quadro clínico de AVC isquêmico, na falta de circulação sanguínea no cérebro.

## Discografia
| - 1973 - Compacto (Saravá ô nega/Transa de amor) - 1975 - Emílio Santiago - 1976 - Brasileiríssimas - 1977 - Comigo É Assim - 1977 - Feito Pra Ouvir - 1978 - Emílio - 1979 - O Canto Crescente De Emílio Santiago - 1980 - Guerreiro Coração - 1981 - Amor de Lua - 1982 - Ensaios de Amor - 1983 - Mais Que Um Momento - 1984 - Tá Na Hora - 1988 - Aquarela Brasileira - 1989 - Aquarela Brasileira 2 - 1990 - Aquarela Brasileira 3 - 1991 - Aquarela Brasileira 4 | - 1992 - Aquarela Brasileira 5 - 1993 - Aquarela Brasileira 6 - 1995 - Aquarela Brasileira 7 - 1995 - Perdido De Amor - 1996 - Dias De Luna - 1997 - Emílio Santiago - 1998 - Emílio Santiago - 1998 - Paixões do Brasil - 1998 - Preciso Dizer Que Te Amo - 2000 - Bossa Nova - 2001 - Um Sorriso Nos Lábios - 2003 - Emílio Santiago Encontra João Donato - 2005 - O Melhor das Aquarelas Ao Vivo - 2007 - De Um Jeito Diferente - 2009 - Só Danço Samba - 2011 - Só Danço Samba Ao Vivo |

### Aquarelas
Definitivamente, os anos 90 foram os anos de ouro para Emílio Santiago. No final da década de 80, mais precisamente em 1988, convidado pelo produtor Roberto Menescal, Emílio grava um álbum chamado "Aquarela Brasileira" reunindo grande repertório da MPB. O cantor emprestou sua potente e ao mesmo tempo suave voz, para cantar o que de melhor havia na música brasileira. O sucesso foi instantâneo. Ultrapassou 400 mil cópias em um só álbum. Entre um samba, um bolero e uma música romântica, Emílio passeava com sua voz pelo disco que seria apenas um, mas se tornou 7 volumes, arrebatando prêmios e críticas positivas no Brasil e no exterior. Em 7 volumes, Emílio e as Aquarelas venderam mais de 5 milhões de cópias.
O próprio Emílio Santiago, divide sua carreira 'antes e depois' das Aquarelas. De fato, antes do projeto, Emílio era um cantor de prestígio no meio, mas não era tão popular, mesmo com os prêmios de festivais de música da Rede Globo. Com a chegada das Aquarelas e seus milhões de cópias vendidas, ele virou um cantor das massas.
Com as Aquarelas, dois elementos ficaram bem claros na carreira de Emílio Santiago: a potência de sua voz, e a capacidade de escolher um repertório sofisticado e de extremo bom gosto. Reconhecido pela crítica e pelo povo, como um dos maiores intérpretes da música, o colunista Stephen Holden do The New York Times, certa vez escreveu que "Mr. Santiago era a resposta brasileira ao cantor norte-americano Nat King Cole."

### DVDs
- 2000 - Bossa Nova
- 2005 - O Melhor das Aquarelas (Ao Vivo)
- 2007 - De Um Jeito Diferente
- 2012 - Só Danço Samba (Ao Vivo)

## Prêmios e indicações
| Ano  | Prêmio                                    | Álbum ou Single                      | Indicação                      | Resultado | Notas                                                    | Ref           |
| ---- | ----------------------------------------- | ------------------------------------ | ------------------------------ | --------- | -------------------------------------------------------- | ------------- |
| 1970 | Festival da Faculdade Nacional de Direito |                                      | Melhor Intérprete              | Venceu    |                                                          | [ 6 ]         |
| 1982 | Festival MPB Shell                        | Pelo Amor de Deus                    | Melhor Canção                  | Venceu    | Canção                                                   | [ 7 ]         |
| 1985 | Festival dos Festivais                    | Elis Elis                            | Melhor Intérprete              | Venceu    | Canção                                                   | [ 8 ]         |
| 1990 | Prêmio Sharp                              |                                      | Melhor intérprete              | Venceu    |                                                          |               |
| 1991 | Prêmio Sharp                              |                                      | Show do ano                    | Venceu    |                                                          | [ 9 ]         |
| 2003 | Prêmio TIM de Música                      | Emílio Santiago encontra João Donato |                                | Venceu    | CD                                                       |               |
| 2008 | Prêmio TIM de Música                      | De um jeito diferente                | Melhor Cantor                  | Venceu    | CD                                                       |               |
| 2008 | Prêmio TIM de Música                      | De um jeito diferente                | Melhor Disco de MPB            | Venceu    | CD                                                       |               |
| 2011 | Prêmio da Música Brasileira               |                                      | Melhor Cantor de MPB           | Venceu    |                                                          | [ 10 ]        |
| 2012 | Grammy Latino                             | Só danço samba ao vivo               | Melhor Álbum de Samba e Pagode | Venceu    | CD dividido com Beth Carvalho, com Nosso samba tá na rua | [ 11 ] [ 12 ] |